# Liste der Kellergassen in Asparn an der Zaya
Die Liste der Kellergassen in Asparn an der Zaya führt die Kellergassen in der niederösterreichischen Gemeinde Asparn an der Zaya an.
| Foto |                 | Kellergasse                              | Standort                        | Beschreibung |
| ---- | --------------- | ---------------------------------------- | ------------------------------- | --- |
| BW   | Datei hochladen | In der Rain (Altmanns)                   | KG: Altmanns Standort           | Die Kellergasse ist ein einseitiges Kellergassensystem an Geländekanten an den südlichen Ortsausfahrten Berggasse und Ortsstraße von Altmanns. Es besteht aus 34 Gebäuden und hat eine Länge von 350 Metern.                          |
| BW   | Datei hochladen | Klosterwald (Altmanns)                   | KG: Altmanns Standort           | Die Kellergasse ist eine einseitige Einzelkellergasse in Hanglage südlich außerhalb von Altmanns. Sie besteht aus 9 Gebäuden und hat eine Länge von 150 Metern.                                                                       |
| BW   | Datei hochladen | Rebhendlgstetten (Altmanns)              | KG: Altmanns Standort           | Die Kellergasse ist eine einseitige Einzelkellergasse in Hanglage am nordwestlichen Ortsrand von Altmanns. Sie besteht aus 8 Gebäuden und hat eine Länge von 80 Metern. Die älteste Datierung geht auf das Jahr 1871 zurück.          |
| BW   | Datei hochladen | Bei der Fürnkranzmühle (Asparn)          | KG: Asparn an der Zaya Standort | Die Kellergasse ist ein beidseitiges Kellergassensystem an Geländekanten im Südosten von Asparn, gegenüber der Fürnkranzmühle, im Bereich Maurerstraße und Mariengasse. Sie besteht aus 8 Gebäuden und hat eine Länge von 150 Metern. |
| ja   | Datei hochladen | Beim Friedhof/Bahnstraße (Asparn)        | KG: Asparn an der Zaya Standort | Die beidseitige Einzelkellergasse in Grabenlage an der westlichen Ortsausfahrt besteht aus 61 Gebäuden und hat eine Länge von 400 Metern. Die älteste Datierung geht auf das Jahr 1819 zurück.                                        |
| BW   | Datei hochladen | Gaisenlücke (Asparn)                     | KG: Asparn an der Zaya Standort | Die einseitige Einzelkellergasse in Hanglage befindet sich in der Rathausstraße. Sie besteht aus 23 Gebäuden und hat eine Länge von 400 Metern. Die älteste Datierung geht auf das Jahr 1819 zurück.                                  |
| BW   | Datei hochladen | Bei der Kirche/Hainthal (Michelstetten)  | KG: Michelstetten Standort      | Die Kellergasse ist eine einseitige Einzelkellergasse in Hanglage. Sie besteht aus 15 Gebäuden und hat eine Länge von 130 Metern. Die älteste Datierung geht auf das Jahr 1824 zurück.                                                |
| BW   | Datei hochladen | Kellergasse/Buschbergweg (Michelstetten) | KG: Michelstetten Standort      | Einige kurze fächerartig aufgereihte Kellerzeilen mit einer Gesamtlänge von 350 Metern bilden am westlichen Ortsrand ein Kellergassensystem in Hanglage. Es besteht aus 29 Gebäuden.                                                  |
| BW   | Datei hochladen | (nordwestlich von Michelstetten)         | KG: Michelstetten Standort      | Die kleine, aus fünf teils verfallenen Kellern bestehende Kellergruppe liegt in der Ebene nordwestliche außerhalb des Orts. |
| BW   | Datei hochladen | Kellergasse Hintaus (Olgersdorf)         | KG: Olgersdorf Standort         | Die Kellergasse ist eine einseitige Einzelkellergasse an einer Geländekante. Sie besteht aus 33 Gebäuden und hat eine Länge von 500 Metern.                                                                                           |
| BW   | Datei hochladen | Kellergasse (Schletz)                    | KG: Schletz Standort            | Die Kellergasse ist eine beidseitige Einzelkellergasse in einem Hohlweg, der vom Ortszentrum nach Norden führt. Sie besteht aus 47 Gebäuden, mehrheitlich traufständig mit Satteldach, und hat eine Länge von 350 Metern.             |

| Foto:                    | Fotografie der Kellergasse (Gesamtheit). Klicken des Fotos erzeugt eine vergrößerte Ansicht. Daneben finden sich zwei Symbole: \| Weitere Bilder vorhanden \| Das Symbol bedeutet, dass weitere Fotos des Objekts verfügbar sind. Durch Klicken des Symbols werden sie angezeigt. \| \| Eigenes Foto hochladen \| Durch Klicken des Symbols können weitere Fotos des Objekts in das Medienarchiv Wikimedia Commons hochgeladen werden. \| |
| Name:                    | Bezeichnung der Kellergasse |
| Standort:                | Es ist die Katastralgemeinde (KG) angegeben. Durch Aufruf des Links Standort wird die Lage der Kellergasse in verschiedenen Kartenprojekten angezeigt. |
| Beschreibung             | Kurze Beschreibung der Kellergasse |
| Weitere Bilder vorhanden | Das Symbol bedeutet, dass weitere Fotos des Objekts verfügbar sind. Durch Klicken des Symbols werden sie angezeigt. |
| Eigenes Foto hochladen   | Durch Klicken des Symbols können weitere Fotos des Objekts in das Medienarchiv Wikimedia Commons hochgeladen werden. |